# Clan Ashikaga (Fujiwara)
Pour les articles homonymes, voir Clan Ashikaga et Ashikaga.
Le clan Ashikaga (足利氏, Ashikaga-shi) est une branche du clan Fujiwara de nobles de cour japonais, plus précisément celle de Fujiwara no Hidesato de la branche des Ōshū Fujiwara. Le clan est une puissante force dans la région de Kantō durant l'époque de Heian (794-1185). Il n'est pas directement lié au clan Ashikaga de samouraïs qui gouverne le Japon sous les shoguns Ashikaga de 1333 à 1587 et qui descend du clan Minamoto.

## Histoire
Le clan est basé dans la ville d'Ashikaga, dans la province de Shimotsuke, dont Fujiwara no Hidesato est le gouverneur impérial (kokushi). Ashikaga no Nariyuki est le premier à prendre le nom « Ashikaga » d'après la ville.
En 1161, le poste de jitō (seigneur) de la ville est disputé entre le clan Kodama, descendant de Fujiwara no Hidesato, et Utsunomiya Ietsuna, membre du clan Shiroi Utsunomiya qui descend aussi des Fujiwara et dont le fils Toshitsuna contrôle plusieurs milliers d'hectares de terres dans cette région. La dispute se termine par l'attribution aux descendants de Hidesato du poste de shugo (gouverneur shogunal) dans la partie nord de la région de Kantō. Mais la région devient une nouvelle fois le sujet d'une rivalité entre le clan Ashikaga qui descend de Minamoto (qui tient son nom de la même ville) et le clan Nitta. Mais cette fois-ci, le différend se termine quand les deux clans, avec les Utsunomiya, se joignent à Minamoto no Yoritomo dans la guerre de Genpei (1180-1185) contre le clan Taira.
À la suite de la guerre de Genpei, Yoritomo établit le shogunat de Kamakura et les descendants d'Ashikaga no Nariyuki, connus maintenant sous les noms de familles Sano, Ōgo et Asonuma, deviennent vassaux directs (gokenin) du shogun.

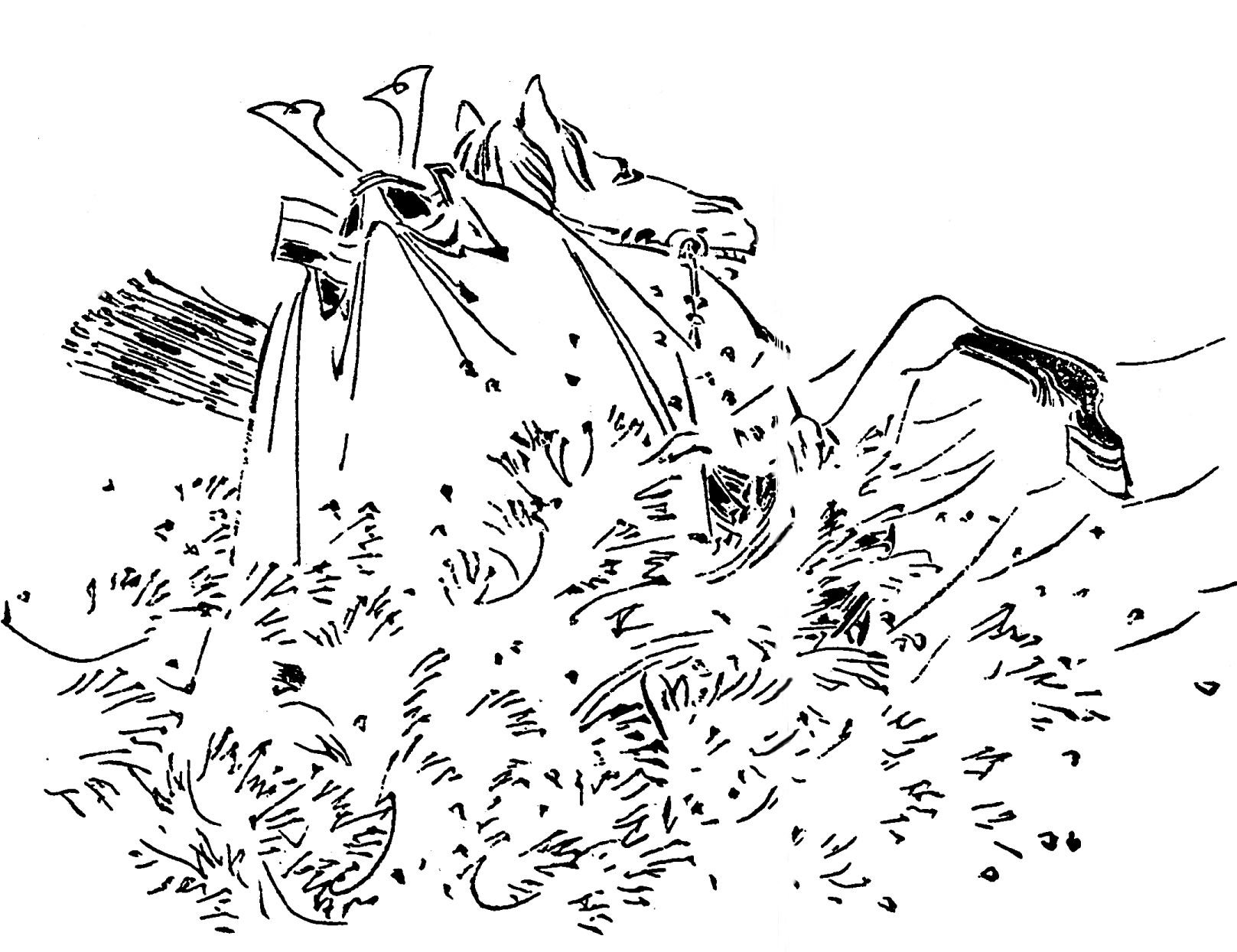
Ashikaga Tadatsuna
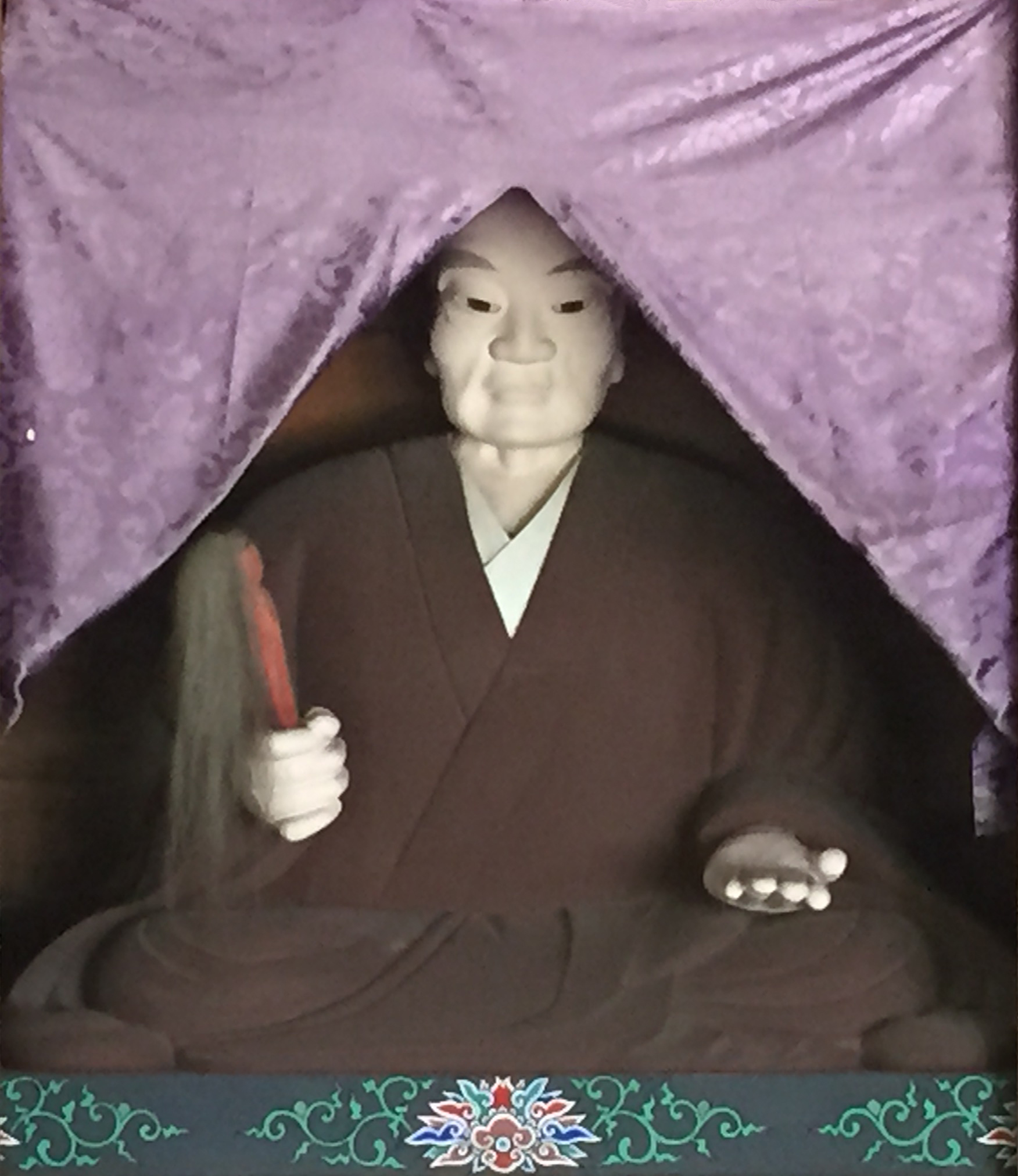
Heyako Aritsuna (Ashikaga Aritsuna)

## Source de la traduction
- (en) Cet article est partiellement ou en totalité issu de l’article de Wikipédia en anglais intitulé « Ashikaga clan (Fujiwara) » (voir la liste des auteurs).